# Richard Lugar
Richard Lugar (Indianapolis, 1932. április 4. – Fairfax, 2019. április 28.) az Amerikai Egyesült Államok szenátora (Indiana, 1977–2013).